# Yesterday (Song Ji-eun)
Yesterday (hangeul: 어젠) è il primo singolo digitale della cantante sudcoreana Jieun, pubblicato nel 2009 dall'etichetta discografica TS Entertainment insieme a LOEN Entertainment.

## Il disco
A dicembre 2009 venne annunciato il debutto da solista di Jieun con il brano "Yesterday", in cui duetta con Hwanhee, il quale ha scritto anche il pezzo. Nel singolo è contenuta anche la versione con solo la voce di Jieun.

## Tracce
1. Yesterday (어젠) (feat. Hwanhee) – 4:16 (testo: Hwanhee)
2. Yesterday (어젠) – 4:16 (testo: Hwanhee)
3. Yesterday (어젠) (Inst.) – 4:16 (testo: Hwanhee)

Durata totale: 12:48

## Certificazioni
Corea del Sud
(vendite: 135 269+)